# 1979 XB
1979 XB는 3.9일의 짧은 관측 호를 가진 잃어버린 소행성으로, 표적 관측으로는 복구할 수 없으며 우연한 측량 관측을 기다리고 있다.